# Miriam Oremans
Miriam Oremans (Berlicum, 9 de setembro de 1972) é uma ex-tenista profissional holandesa.

## Olimpíadas

### Duplas: 1 (0–1)
| Resultado | Ano  | Campeonato | Piso | Parceira        | Oponentes                      | Placar   |
| --------- | ---- | ---------- | ---- | --------------- | ------------------------------ | -------- |
| Prata     | 2000 | Sydney     | Duro | Kristie Boogert | Serena Williams Venus Williams | 1–6, 1–6 |

## WTA Tour finals

### Simples 5
| Legenda           |   |
| Grand Slam        | 0 |
| WTA Championships | 0 |
| Tier I            | 0 |
| Tier II           | 0 |
| Tier III          | 0 |
| Tier IV & V       | 0 |
| Olimpíadas        | 0 |

| Resultado | N. | Data            | Torneio                          | Piso     | Oponente             | Placar        |
| Vice      | 1. | 19 Junho 1993   | Eastbourne, Inglaterra           | Grama    | Martina Navratilova  | 6–2, 2–6, 3–6 |
| Vice      | 2. | 22 Junho 1997   | Rosmalen, Holanda                | Grama    | Ruxandra Dragomir    | 7–5, 2–6, 4–6 |
| Vice      | 3. | 15 Junho 1998   | WTA de 's-Hertogenbosch, Holanda | Grama    | Julie Halard-Decugis | 3–6, 4–6      |
| Vice      | 4. | 23 Outubro 2000 | Bratislava, Eslováquia           | Duro (i) | Dája Bedáňová        | 1–6, 7–5, 3–6 |
| Vice      | 5. | 11 Junho 2001   | Birmingham, Inglaterra           | Grama    | Nathalie Tauziat     | 3–6, 5–7      |

### Duplas 12 (3–9)
| Legenda           |   |
| Grand Slam        | 0 |
| WTA Championships | 0 |
| Tier I            | 0 |
| Tier II           | 1 |
| Tier III          | 1 |
| Tier IV & V       | 1 |
| Olimpíadas        | 0 |

| Títulos por Piso |   |
| Duro             | 1 |
| Saibro           | 0 |
| Grama            | 1 |
| Carpete          | 1 |

| Resultado | N.  | Data              | Torneio                          | Piso        | Parceira         | Oponentes                               | Placar              |
| Campeã    | 1.  | 16 Fevereiro 1992 | Linz, Austria                    | Duro (i)    | Monique Kiene    | Claudia Porwik Raffaella Reggi          | 6–4, 6–2            |
| Vice      | 2.  | 28 Maio 1995      | Strasbourg, França               | Duro (i)    | Sabine Appelmans | Lindsay Davenport Mary Joe Fernandez    | 2–6, 3–6            |
| Vice      | 3.  | 25 Maio 1996      | Madrid, Espanha                  | Saibro      | Sabine Appelmans | Jana Novotná Arantxa Sánchez Vicario    | 6–7, 2–6            |
| Vice      | 4.  | 6 Outubro 1996    | Leipzig, Alemanha                | Carpete     | Sabine Appelmans | Kristie Boogert Nathalie Tauziat        | 4–6, 4–6            |
| Vice      | 5.  | 29 Março 1997     | Key Biscayne, Florida, EUA       | Duro        | Sabine Appelmans | Arantxa Sánchez Vicario Natasha Zvereva | 2–6, 3–6            |
| Campeã    | 6.  | 15 Fevereiro 1998 | Paris, França                    | Carpete (i) | Sabine Appelmans | Anna Kournikova Larisa Neiland          | 1–6, 6–3, 7–6       |
| Campeã    | 7.  | 21 Junho 1998     | WTA de 's-Hertogenbosch, Holanda | Grama       | Sabine Appelmans | Cătălina Cristea Eva Melicharová        | 6–7, 7–6, 7–6       |
| Vice      | 8.  | 1 Outubro 2000    | Sydney, Austrália                | Duro        | Kristie Boogert  | Venus Williams Serena Williams          | 1–6, 1–6            |
| Vice      | 9.  | 18 Fevereiro 2001 | Doha, Qatar                      | Duro        | Kristie Boogert  | Sandrine Testud Roberta Vinci           | 5–7, 6–7(4)         |
| Vice      | 10. | 19 Maio 2001      | Antwerp, Bélgica                 | Saibro      | Kristie Boogert  | Els Callens Virginia Ruano Pascual      | 3–6, 6–3, 4–6       |
| Vice      | 11. | 18 Junho 2001     | WTA de 's-Hertogenbosch, Holanda | Grama       | Kim Clijsters    | Ruxandra Dragomir Nadia Petrova         | 6–7(5), 7–6(5), 4–6 |
| Vice      | 12. | 30 Dezembro 2001  | Gold Coast, Austrália            | Duro        | Åsa Svensson     | Meghann Shaughnessy Justine Henin       | 1–6, 6–7(6)         |